# Operacija promene pola
Operacija promene pola predstavlja završni korak u tranziciji polova kojom transrodne osobe, zbog rodne disforije, teže da postignu anatomski i funkcionalni sklad svojih genitalija sa željenim polom. Hirurški tretman predstavlja završni korak u ovoj tranziciji kojim transrodne osobe teže da postignu anatomski i funkcionalni sklad svojih genitalija sa željenim polom.
Dugi niz godina transrodnost je svrstavana u kategoriju duševnog i/ili telesnog poremećaja. Ova situacija se vremenom promenila tako da se kod ovih osoba somatskom i psihološko-psihijatrijskom evaluacijom utvrđuje (ne)postojanje primarnog poremećaja. Ako se ne radi o psihijatrijskoj (somatskoj) podlozi, transrodnost „izlazi“ iz kategorije poremećaja i predstavlja entitet sam po sebi. Takve osobe mogu pristupiti kompleksnom procesu promene pola, koji se mora zasnivati na biopsihosocijalnom pristupu, koji uključuje psihološko-psihijatrijski, endokrinološki, hirurški i pravno-legislativni tretman.
Obzirom da kod nekih pacijenata postoje određena psihijatrijska stanja koja mogu imitirati rodnu disforiju, pre započinjanja bilo kakvog lečenja, neophodna je evaluacija od strane psihijatara, a potom započinjanje odgovarajuće hormonske terapije, da bi tek na kraju ovog multidisciplinarnog sagledavanja i prethodnog tretmana usledilo hirurško remodelovanje genitalija i drugih delova tela, uz prethodni pravno-legislativni tretman, kako bi rezultat sveukupnog pristupa medicinskom zbrinjavanju bio – ravnoteža duha i tela.

## Osnovni pojmovi
Prisutno je mnogo nejasnoća kada je u pitanju definisanje termina u ovoj oblasti nauke o seksualnosti, pa se termini transseksualizam i transrodnost vrlo često koriste naizmenično, što dovodi do dodatne konfuzije, kao i situacije kada se transseksualizam, rodna disforija ili
poremećaj polnog identiteta koriste naizmenično.
Transrodnost predstavlja stanje u kom se rodni identitet osobe ne poklapa sa polom koji im je dodeljen po rođenju. Rodna disforija, kao termin do sada je pretrpela nekoliko modifikacija, kao i različitih interpretiranja pojmova koje označava i predstavlja depresivni sindrom koji se javlja kod osoba nezadovoljnih svojim dodeljenim identitetom. Transseksualizam, kao pojam koji se prvi put u modernoj medicini pojavio 1923. godine, označavao osobe koje se ne osećaju udobno u svojoj rodnoj ulozi, te se oblačenjem u odeću osoba suprotnog pola, osećaju kao potpuno svoje.
Transseksualizam, prema savremenim shvatanjima predstavlja stanje u kojem osoba oseća nesklad između svog biološkog pola i rodnog identiteta i stalna želja da se ta dva aspekta međusobno uklade, kako bi anatomski i funkcionalno odgovarala svom željenom rodu.
Na osnovu zaključaka dosadašnjih istraživanja uzrok transseksualnosti i poremećaja polnog razvoja (polna disforija) nije poznat, jer nema dokaza kojima bi se transseksualnost objasnila varijacijom hromozomskog uzorka ili abnormalnostima polnih žlezda, polnih organa, hormonskim poremećajima.
Prema dijagnostičkom statističkom priručniku za mentalne poremećaje Američkog udruženja psihijatara (APA DSM V) i prema Međunarodnoj klasifikaciji bolesti (MKB-10), transseksualne osobe zahtevaju psihijatrijsko, endokrinološko i hirurško praćenje i lečenje koje će dovesti do rodnog usklađivanja.

## Istorija transseksualizma
Transseksualizam postoji od kada postoji ljudska civilizacija. Antropološka i arheološka istraživanja su nauci predočila brojne dokaze o postojanju transseksualizma još u periodu pre nove ere.
O transseksualizmu u Staroj Grčkoj saznajemo u spisima Herodota o Skitskim plemenima i njihovim šamanima enarejama, koji su opisivani kao „muškarci-žene“ ili „polu-muškarci“, sa natprirodnim moćima da kontrolišu vremenske prilike.
U Starom Rimu, frigijski obožavaoci boginje Cibele, odsecali su svoje genitalije, i bacali ih trčeći ulicama gradova, uzvikujući reči pozdrava boginji. Kasnije su preuzimali ženske uloge, i oblačili se u žensku odeću. Rimski car, Marko Aurelije Antonije je bio poznat kao transvestit, jer se skoro uvek oblačio u žensku odeću, a po nekim tvrdnjama, kod njega je izvršena jedna od prvih operacija promene pola.
Iz periodu od 17. do 19. veka postoje dokazi o postojanju kako muškog, tako i ženskog transseksualizma i u evropskim zemljama (Jovanka Orleanka, engleski kralj Džejms I, francuski diplomata Ševalije D Eon i mnogi drugi). U tom istorijskom razdoblju ni Balkan nije nije bio izuzetaka u zabačenim selima severne Albanije i Crne Gore, porodice bez muških naslednika, odgajale su jednu ćerku u muškom rodu. Naime jedino žensko dete, na zahtev roditelja ili šire zajednice, preuzimalo je ulogu muškarca, zavetujući se na celibat. Ove žene su u narodu bile su poznate kao virdžine.

## Istorija hirurškog lečenja transseksualizma
Prva operacija, promene pola koja izvršena u Nemačkoj 1930. godine bila je neuspešna za Lili Elbe jer se završila fatalno. Naime Lili Elbe su u Drezdenu tokom 1930. i 1931. godine prvo uklonjeni seksualnih organi, pod nadzorom dr Magnusa Hirschfelda, da bi potom bile obavljene još četiri operacije koje su uključivale neuspešnu transplantaciju materice, odbacivanjem koje je dovelo do smrti.
U Berlinu 1931. godine, Dora Richter postala je prva poznata transseksualna žena koja je podvrgnuta hirurškom lečenju metodom vaginoplastike. surgical approach.
Godine 1952. Georg Jorgensen, bivši vojnik, nakon operacije u Kopenhagenu postao je Christine, koji je kasnije dao detaljan opis njegovog života kao muškarca, dok je postepene promene u ženu opisala Jan Morris (nekada James) u knjizi Conundrum« – Zagonetka.
Evropski sud za ljudska prava je 12. juna 2003. godine doneo presudu u korist Van Kuck-a, nemačke trans žene čije je osiguravajuće društvo odbilo njenu nadoknadu za operaciju promene pola, i naknadnu hormonsku terapiju. Pravni argumenti za ovu odluku bio je član 6 Evropske konvencije o ljudskim pravima, kao i član 8. Ova afera se pominje u literaturi kao parnica „Van Kuck protiv Nemačke”.
Godine 2011, Christiane Volling dobila je sudski spor kao interseksualna osoba protiv hirurga za nekonsensualnu hiruršku intervenciju koju je Međunarodna komisija pravnika opisala kao „primer osobe koja je bila podvrgnuta operaciji promene pola bez njenog punog znanja ili saglasnosti”
Od 2017. godine neke evropske zemlje, zahtevaju prisilno sterilizaciju za legalno priznavanje promene pola.

## Hirurška promena pola iz muškog u ženski
Promena pola iz muškog u ženski polo zasniva se na hirurškom oblikovanju nove vagine (neovagine). Za ovo se obično koristeći koža penisa (kao sluzokoža vagine) i koža testisa (za velike usne). Ako razvoj dojki ne zadovoljava pacijentove estetske kriterijume one se mogu hirurški uvećati.
Do danas je opisan veći broj hirurških tehnika, za rekonstrukciju vagine, koje su isto tako i napušten tokom dvadesetog, bilo kod bioloških žena, ili kod transžena.
Mnogo pre nego što je Mejer—Rokitanski sindrom opisan, hirurzi su bili upoznati sa lečenjem sekundarnog gubitka vagine kod teških porođaja, kao i stanja vaginalne agenezije sa funkcionalnim uterusom. Prvi načini lečenja stanja hematometre su se sastojali u perforaciji neperforiranog himena, ukoliko je to bio uzrok, ili disekciji vaginalne pregrade, odnosno rektovezikalnog prostora da bi se evakuisala menstrualna krv. Međutim kako je veliki broj pacijenata umirao zbog peritonitisa i sepse, ova metoda je napuštena Takođe, veoma često je dolazilo do povređivanja mokraćne bešike i rektuma.
Hirurške tehnike za rekonstrukciju genitalija kod transžena su se razvijale paralelno sa razvojem tehnika za rekonstrukciju vagine kod bioloških žena u slučajevima kada ona nedostaje. U cilju lečenja stanja u kojima vagina ne postoji kod bioloških žena, danas se najšeće koriste Vekjetijeva tehnika, Davidov tehnika kreiranja neovagine od peritoneuma ili kreiranje neovagine vaskularizovanim segmentima creva. Jedna od tehnika koja je takođe zastupljena je Frankova dilatacija, koja predstavlja nehiruršku metodu, ali iziskuje dugotrajnu saradnju i strpljenje pacijentkinje.
Posmatrajući populaciju transžena, u zavisnosti od anatomskih karakteristika pacijentkinje, danas je najčešće korišćena tehnika u rekonstrukciji neovagine inverzija penilne kože u kombinaciji sa slobodnim transplantatima ili vaskularizovanim režnjevima porekla kože skrotuma. Rekonstrukcija neovagine različitim kožnim vaskularizovanim režnjevima negenitalne kože ili slobodnim transplantatima pune ili parcijalne debljine kože, se sve ređe koriste, obzirom na visok procenat postoperativnih komplikacija u smislu stenoze neovagine.
Hirurški proces tranzicije muškarca u ženu počinje amputacijom penisa i rekonstrukcijom neovagine na način da se prvo preparira perinaelni režanj i odstrane testisi. Sledi cirkularna incizija oko glavića, prepariranje koža, skraćivanje kavernoznih tela, dok sunđerasto telo sa uretrom ostaje kateterizirano. Potom se formira „vaginalni tunel” perinealnim pristupom do prostate. Ušiva se perinealni režanj sa kožom penisa i formira „vrećica” koja se uvrće i prišiva za već pripremljene šavove na lateralnim stranama prostate. Kroz pripremljeni otvor na bazi penilnoga režnja provlači se sunđerasto telo sa uretrom, a klitoris formira iz kavernoznog tela i (u nekim tehnikama) iz ostavljenoga glavića penisa. Deo penilnoga režnja, nakon što se skrati uretra, predstavlja male usne, a koža skrotuma velike. Na kraju operacije u neovaginu se postavlja proteza koja u njoj ostaje dva meseca. Nakon toga moguć je snošaj.
- Rezultati vaginoplastike dve godine nakon intervencije
- Rezultati vaginoplastike,  inverzije penisa, dve godine nakon operacije. Unutrašnje usne se estetski razlikuju u zavisnosti od hirurga; ovde su veoma minimalni. Klitoris je više taktilni nego vizuelni, što je još jedna estetska razlika koju hirurg pravi. Izbledeli hirurški ožiljak izlazi iz perineuma i prati spoljašnje usne u zakrivljenom Y.
- Rezultati vaginoplastike dve godine nakon operacije. Unutrašnje usne se estetski razlikuju u zavisnosti od hirurga; ovde su veoma minimalni. Klitoris je više taktilni nego vizuelni, što je još jedna estetska razlika koju hirurg pravi. Izbledeli hirurški ožiljak izlazi iz perineuma i prati spoljašnje usne u zakrivljenom Y.

Augmentacija dojki obavlja se istovremeno sa rekonstrukcijom polnog organa.
Prema potrebi vrše se i dodatni hirurški zahvati kako bi se dobio bolji osećaj željenog pola (korekcija nosa, povećanje usana, korekcija naglašene tiroidne hrskavice (Adamove jabučice), i ostale estetske operacije na telu).
U slučajevima kada se kod pacijenata uključuju GnRH blokatori pre puberteta, i kada u toku polnog razvoja ne dođe do zadovoljavajućeg razvoja spoljašnjih muških genitalija, kao hirurška tehnika izbora u kreiranju neovagine se može koristiti jedna od tehnika korišćenjem vaskularizovanih crevnih segmenata.

## Hirurška promena pola iz ženskog u muški
Promena iz ženskog u muški pol obuhvata postupke kojima se dojke, materica i jajnici hirurški odstranjuju. U retkim slučajevima povećani klitoris služi kao penis. U ostalim se slučajevima obavlja se medioplastika. Ovom tehnikom se produžuje mokraćna cev koristeći prednji vaginalni režanj kako bi došla do vrha glavića penisa. Klitoris se delimično otpušta i rasteže rasecanjem prednje horde. Mošnice se oblikuju od velikih usana, dok se slobodni režnjevi uzeti sa ruku ili nogu mogu se iskoristiti za oblikovanje novog penisa (neofalus).
Hirurška tranzicija iz ženskoga u muški pol zasniva se na supkutanoj mastektomiji uz prezervaciju bradavica-areolakompleksa, relokaciju ovoga kompleksa uz tačan proračun njegove nove „muške” pozicije.
Histerektomija sa adneksektomijom može se obaviti zajedno sa mastektomijom, uz nastojanje da se muški ud rekonstruiše u jednome aktu i na taj način omogući pacijentu da ima neopenis sa rekonstruisanim erogenim i taktilnim senzorijumom što mu omogućava mokrenje u stojećem stavu i normalan polni odnos.
Rekonstrukcija polnog uda ili faloplastika vrši se na dva načina:
Prvi način
On se zasniva na mikrokirurškoj tehnici podlaktnim režnjem kojim sa formira neouretra, spajanjem podlaktanog i ilioingvinalnoga živca zbog očuvanja osećaja (kako bi osećaj bio što bolji postavlja se klitoris kao baza neopenisu). U istome aktu obavlja se i vaginektomija, a defekt na podlaktici pokriva se slobodnim kožnim transplantatom.
Testikularne silikonske proteze ugrađuju se metodom sakrotoplastike iz labijalnih režnjeva šest meseci nakon faloplastike, a godinu dana nakon rekonstrukcije muškoga uda moguće je ugraditi i erektilnu protezu.
Drugi način
Za razliku od prvog zasniva se na rekonstrukcije penisa metodom metoidioplastike kojom se stvara mikrofalus iz hipertrofiranog klitorisa. U istome aktu obavlja se i vaginektomija sa rekonstrukcijom skrotuma.
Ovom metodom ne može se pacijentu garantovati mokrenje u stojećem stavu, kao i polni odnos, koji u načelu nije moguć.

## Prognoza
Zadovoljavajući subjektivni rezultati opisani od strane pacijenata koji su hirurši promenili pol, prevazilaze rezultate dobijene drugim metodama. Autori ove metode zaključuju da je dalje istraživanje hirurškog lečenja opravdano, ali da bi trebalo da bude ograničeno na rad multidisciplinarnih timove koji rade u akademskim uslovima.
U jednoj od studija lekari su pozvani da odustanu od propagiranja uloge operacije u polnim poremećajima dok ne budu imali značajno lično iskustvo sa ovim očajnim i složenim pacijentima.

## Literatura
- Simić, J. (2012). "Diskriminacija" „Medicinsko-pravni aspekti transseksualnosti - u susret priznavanju pravnih posledica promene pola u Srbiji” (PDF). Pravni zapisi. 3 (2): 299—322..
- Radišić, J. (2008) Medicinsko pravo. Beograd: Univerziteta Union, Pravni fakultet

- Grujić Koračin J. (2013). „Interdisciplinarni pristup transseksualnosti – ginekološko iskustvo” (PDF). Gynaecol Perinatol. 22 (4): 182—190. Архивирано из оригинала (PDF) 11. 09. 2017. г. Приступљено 11. 09. 2017.

## Spoljašnje veze
- Gender affirmation surgeries (језик: енглески)

|  | Molimo Vas, obratite pažnju na važno upozorenje u vezi sa temama iz oblasti medicine (zdravlja). |